# Porta dos Armazéns
A Porta dos Armazéns foi uma antiga porta da cidade de Lisboa, inserida na cerca fernandina da cidade.
Encontrava-se sob o quarto mais recente dos Paços da Ribeira, franqueando a passagem do Real Teatro para o Largo do Relógio, que consta ter sido para o lado do Depósito Público e do Banco de Lisboa. É muito possível que o assento desta porta fosse no mesmo lugar em que está a do Arsenal da Marinha, a que antigamente chamavam Armazéns da Guiné e Índia.